# Overgarment
Das Overgarment ist ein Schutzanzug, der als Persönliche ABC-Schutzbekleidung im ABC-Schutz eingesetzt wird. Neben der Verwendung bei der Bundeswehr wird der Anzug auch sekundär bei den ABC- und Gefahrstoffzügen der Feuerwehr eingesetzt.

## Eigenschaften
Der Anzug bietet Schutz gegen chemische Gefahrstoffe, gering auch gegen biologische und radioaktive Stoffe. Der Schutz ist zeitlich befristet und durch die eingebrachte Schadstoffmenge und -art begrenzt.
Der Anzug ist durch Heißluft zu dekontaminieren und kann daher nach einem Einsatz mit erfolgter Dekontamination bedingt wiederverwendet werden. Er wirkt vor allem durch die Aktivität der Filterkohle, daneben bietet das Material auch einen begrenzten Schutz durch Schwebstofffiltrierung via Gewebe. 
Gegenüber herkömmlichen, nach außen isolierenden Schutzanzügen aus Gummi, ist der Schutz gegen moderne, den Gummi nach und nach durchdringende chemische Kampfstoffe anzumerken. Der Anzug bietet vergleichsweise gute Arbeitsmöglichkeiten, ohne allerdings die Schutzstufe eines real isolierenden Anzuges zu erreichen.

## Bestandteile und Lagerung
Ursprünglich bestand der Anzug aus einem Oberteil mit Kapuze, Hose, Handschuhen und Überschuhen. Das aktuelle Overgarment ist ein Overall mit Schrägreißverschluss und Kapuze.
Das herkömmliche Overgarment besteht aus Baumwolle und Aktivkohleschichten sowie einer Imprägnierung. Eine trockene Lagerung ist für die Erhaltung der Schutzwirkung extrem wichtig.